# Дизо
Дизо (итал. Diso) — коммуна в Италии, располагается в регионе Апулия, в провинции Лечче.
Население составляет 3186 человек (2008 г.), плотность населения составляет 300 чел./км². Занимает площадь 11 км². Почтовый индекс — 73030. Телефонный код — 0836.
Покровителями коммуны почитаются святые апостолы Филипп и Иаков Младший, празднование 1 мая, а также святой Оронций.

## Демография
Динамика населения:

## Администрация коммуны
- Официальный сайт: http://www.comunediso.it/